# Томаш Клобучнік
Томаш Клобучнік (21 червня 1990) — словацький плавець.
Учасник Олімпійських Ігор 2012, 2016 років.